# ادیشم
ادیشم (به انگلیسی: Adisham) یک روستا، آبادی و محله مدنی در بریتانیا است که در شهر کنتربری واقع شده‌است. ادیشم ۱۱٫۸۲ کیلومتر مربع مساحت و ۶۴۵ نفر جمعیت دارد.